# Folgóre da San Gimignano
Folgóre da San Gimignano, pseudonimo di Giacomo di Michele o Jacopo di Michele secondo fonti diverse (San Gimignano, 1270 – San Gimignano, 1332), è stato un poeta italiano.
Fu un rappresentante della poesia comico-realistica, un movimento poetico nato in Toscana circa nella metà del XIII secolo, che si contrapponeva alla lirica italiana dominante di quell'epoca, per lo stile basso e le tematiche laiche e mondane.
Nei suoi versi Folgore da San Gimignano rappresentò anche scene di caccia, giostre e conviti della ricca borghesia cittadina.

## Biografia
Nasce tra il 1265 e il 1275, il suo nome (che ha il significato di fulgore, splendore e si accenta Folgóre) compare in un documento senese del 1295 e altre fonti documentarie ne testimoniano la morte nel 1332. Poco si sa della sua vita, eccetto che combatté come fante, e in seguito come cavaliere, al servizio del suo comune natale. A lui vengono attribuiti trentadue sonetti - scritti fra il 1308 ed il 1316 circa - tra cui molto conosciute sono le due corone dedicate ai giorni della settimana e ai mesi dell'anno e una, giunta a noi incompleta, dedicata alla vestizione di un cavaliere.
Le due serie di sonetti dipendono dal genere provenzale detto anche del plazer che consiste in componimenti in cui si elencavano una serie di situazioni piacevoli nell'ambito laico e mondano. L'elenco era inquadrato nell'ambito di un calendario giornaliero o mensile riflettendo le gioie della vita cortese. La poesia di Folgóre manifesta un livello stilistico intermedio fra la categoria 'comica' e la poesia stilnovistica.
La corona "dei mesi" è composta da quattordici componimenti immaginati rivolti ad una brigata nobile e cortese contenenti auguri di gioie e divertimenti per i mesi dell'anno. La corona "della settimana" consiste di otto sonetti nei quali si consiglia di partecipare alle feste ed ai tornei nonché di praticare la caccia.
Rimangono della sua opera anche un frammento di un'altra corona dedicata alle virtù che non potevano mancare ad un cavaliere ed ancora alcuni sonetti di carattere politico in chiave antighibellina.
Le corone erano così note da ispirare una parodia dei sonetti sui mesi ad opera di Cenne da la Chitarra (la chitarra alluderebbe al mestiere di giullare) nella quale elencava le "noie" secondo lo schema provenzale noto come enueg contrapposto al plazer.

## Edizioni delle opere
- Folgóre da San Gimignano, Sonetti, a cura di Giovanni Caravaggi, Einaudi, Collezione di poesia 22, Torino 1965.
- Folgóre da San Gimignano e Cenne de la Chitarra, Sonetti, Finisterrae, Mantova 2008.